# Leandro Caballero
Leandro Augusto Caballero (Pinamar, provincia de Buenos Aires, Argentina, 13 de febrero de 1986) es un futbolista argentino. Juega como marcador central y su primer equipo fue Nueva Chicago. Actualmente milita en UAI Urquiza de la Primera B Metropolitana.

## Clubes
| Club                       | País      | Año             |
| -------------------------- | --------- | --------------- |
| Nueva Chicago              | Argentina | 2007            |
| Deportivo Merlo            | Argentina | 2007 - 2008     |
| Nueva Chicago              | Argentina | 2008 - 2009     |
| Luján de Cuyo              | Argentina | 2009            |
| Juventud Unida de San Luis | Argentina | 2010 - 2012     |
| Deportivo Maipú            | Argentina | 2012 - 2013     |
| Independiente Rivadavia    | Argentina | 2013 - 2014     |
| Nueva Chicago              | Argentina | 2015            |
| Sol de América             | Paraguay  | 2016            |
| Brown de Puerto Madryn     | Argentina | 2016 - 2017     |
| UAI Urquiza                | Argentina | 2017 - 2018     |
| Defensores de Belgrano     | Argentina | 2018 - 2021     |
| Deportivo Riestra          | Argentina | 2021            |
| UAI Urquiza                | Argentina | 2021 - presente |